# فرانک اوردنویتز
فرانک اوردنویتز (آلمانی: Frank Ordenewitz؛ زادهٔ ۲۵ مارس ۱۹۶۵) بازیکن سابق فوتبال اهل آلمان است.
وی در سال ۱۹۸۸ جایزه بازی جوانمردانه فیفا را از سوی فیفا دریافت کرد.
از باشگاه‌هایی که در آن بازی کرده‌است می‌توان به باشگاه ورزشی وردر برمن، باشگاه فوتبال جف یونایتد ایچیهارا چیبا، باشگاه فوتبال هامبورگ، باشگاه فوتبال کلن اشاره کرد.